# أندريس سيمون
أندريس سيمون هو منافس ألعاب قوى كوبي، ولد في 15 سبتمبر 1961 في غونتانامو في كوبا.

## وصلات خارجية
- أندريس سيمون على موقع الاتحاد الدولي لألعاب القوى (الإنجليزية)
- أندريس سيمون على موقع اللجنة الأولمبية الدولية (الإنجليزية)
- أندريس سيمون على موقع أوليمبيديا (الإنجليزية)